# Seedbox
Сідбокс (англ. seedbox) — це віддалений сервер із високою пропускною здатністю для вивантаження та завантаження файлів із P2P мережі. Пропускна здатність зазвичай становить від 100 Мбіт/с до 20 Гбіт/с. Після того як сідбокс отримав файли, люди, які мають доступ до нього, можуть завантажувати ці файли на свої персональні комп’ютери.

## Функціонал
Сідбокси зазвичай використовують протокол BitTorrent, хоча вони також використовувалися в мережі eDonkey2000. Сідбокси зазвичай підключаються до високошвидкісної мережі, часто з пропускною здатністю 100 Мбіт/с або навіть 1 Гбіт/с. Деякі провайдери сідбоксів тестують і пропонують спільні сервери зі швидкістю 10 Гбіт/с, водночас деякі інші розробляють системи, які дозволяють користувачам масштабувати свої потреби "на льоту". Щойно у сідбоксі з'являється повна копія файлів, користувач може завантажити їх на високій швидкості на свій персональний комп’ютер через протоколи HTTP, FTP, SFTP або rsync. Це забезпечує анонімність і, як правило, позбавляє від необхідності турбуватися про співвідношення обміну. Дорожчі сідбокси можуть підтримувати VNC або Remote Desktop Protocol, що дозволяє віддалено запускати багато популярних клієнтів. Інші сідбокси є спеціалізованими та запускають різноманітні програми для роботи з торрентами, включаючи веб-інтерфейси популярних клієнтів, таких як Transmission, rTorrent, Deluge та μTorrent, а також клієнти веб-інтерфейсу TorrentFlux. Такі клієнти як Transmission також пропонують підтримку мобільних інтерфейсів.
Зазвичай у високошвидкісних мережах сідбокси здатні завантажувати великі файли за лічені хвилини, за умови, що рій може впоратися з такою високою пропускною здатністю завантаження. Швидкість завантаження та вивантаження на сідбоксів, як правило, становить 100 Мбіт/с. Це означає, що файл розміром 1 ГБ може завантажитися менш ніж за пів хвилини. Той самий файл розміром 1 ГБ можна вивантажити іншим користувачам за той самий час, створюючи співвідношення обміну 1:1 для цього конкретного файлу. Можливість так швидко передавати файли робить їх дуже привабливими для P2P-спільнот. Через такі високі швидкості сідбокси, як правило, користуються популярністю на приватних торрент-трекерах, де підтримка співвідношення обміну вище 1 може бути дуже важливим.
Сідбокси також використовуються для обходу обмежень пропускної здатності з боку Інтернет-провайдерів або для обходу законів, як-от закон HADOPI у Франції.